# 三裂蛇葡萄
三裂蛇葡萄（学名：Ampelopsis delavayana）为葡萄科蛇葡萄属的植物，是中国的特有植物。分布于中国大陆的海南、四川、云南、贵州、广东、福建、广西等地，生长于海拔50米至2,200米的地区，常生长在山坡灌丛、山谷林中以及林中。

## 别名
德氏蛇葡萄（经济植物手册） 三裂叶蛇葡萄（江苏植物志） 赤木通（植物名实图考）

## 异名
- Ampelopsis delavayana (Franch.) Planch. ex Franch. var. gentiliana (Levl. et Vant.) Hand.-Mazz.